# Пчелиште
Пчелиште (болг. Пчелище) — село в Болгарии. Находится в Великотырновской области, входит в общину Велико-Тырново. Население составляет 566 человек (2022).

## Политическая ситуация
В местном кметстве Пчелиште, в состав которого входит Пчелиште, должность кмета (старосты) исполняет Гица Костадинова Лазарова (независимый) по результатам выборов правления кметства.
Кмет (мэр) общины Велико-Тырново — Румен Рашев (независимый) по результатам выборов в правление общины.